# The Andromeda Strain (minissérie)
The Andromeda Strain é uma minissérie de ficção científica, baseado no romance publicado em 1969 por Michael Crichton sobre uma equipe de cientistas que investigam uma doença mortal de origem extraterrestre. A minissérie é uma regravação adaptado do romance original de Michael Crichton, onde foi contextualizada para o início do século XXI e também possui uma parcela de mudanças do romance original.

## Elenco e personagens
| Ator           | Personagem              |
| -------------- | ----------------------- |
| Benjamin Bratt | Dr. Jeremy Stone        |
| Andre Braugher | General George Mancheck |
| Daniel Dae Kim | Dr. Tsi Chou            |
| Paul Perri     | Dr. Smithson            |
| Viola Davis    | Dr. Charlene Barton     |
| Ricky Schroder | Bill Keane              |
| Eric McCormack | Jack Nash               |
| Christa Miller | Dr. Angela Noyce        |
| Ted Whittall   | Presidente Scott        |